# 柄沢十三夫
柄沢 十三夫（からさわ とみお、1911年7月18日 - 1956年10月20日）は、日本の陸軍軍人、軍医。

## 経歴
長野県小県郡（現・上田市）で小学校教員の次男として生まれた。貧しい柄沢家を背負って立つ跡継ぎとして期待され育てられた。旧制上田中学（長野県上田高等学校）を経て、1929年東京医学専門学校（現東京医科大学）に入学。1933年卒業、陸軍少尉。1936年4月、陸軍軍医学校に入学。軍医中将梶塚隆二が主幹を務める軍陣防疫学教室に所属、細菌学を学んだ。1937年7月、日華事変により学生のまま防疫部の一員として天津に渡り、防疫活動に従事した。この半年前に結婚し、天津にいる間に一女をもうけている。
1939年9月、陸軍軍医学校を卒業。同年12月、軍医大尉として妻子を伴い満州国平房の関東軍防疫給水部に赴任した。軍医少将川島清のもとで、第四部第一課（細菌培養課、柄沢班）責任者を務め、細菌兵器開発にあたった。
1945年9月1日、奉天市（現瀋陽市）で赤軍の捕虜となり、ハバロフスクに送られて取り調べを受けた。1949年12月に始まったハバロフスク裁判で、強制労働20年の判決を受け、イヴァノヴォ州レジニェヴォ地区チェルンツィ村のラーゲリ第48将官収容所に収容された。
1952年6月、初めて通信の許可が下り、毎月1回郷里の妻子にあてたはがきが届くようになった。1956年10月19日、日ソ共同宣言に伴う恩赦が出て、日本への帰国が決まった矢先の10月20日頃、洗濯場の梁にひもをかけて首吊り自殺しているのが発見された。享年46。ソ連側の記録によると、発見者は近衞家嫡男で元中尉の近衛文隆。近衛は柄沢より4歳年下で、同じ収容所に抑留されていたが、この10日後に死亡した。2015年に見い出されたアメリカ国立公文書記録管理局の近衛文隆ファイルには、アメリカ陸軍情報部が、二人の近接した死について疑いをもった旨が記録されている。
遺体はチェルンツィ村 の俘虜収容所墓地に埋葬され、のち妻が引き取って郷里に葬られた。自殺と知らされた妻は、その原因について「自分のしたことを日本人は許してくれないと考えたからではないか」と語っている。また、柄沢は裁判において「私は自分の犯した罪の非常に大なることを自覚しております。そうして終始懺悔をし、後悔をしております。私は将来生まれ変わって、もし余生がありましたらば、自分の行いました悪事に対しまして、生まれ変わった人間として人類のために尽くしたいと思っております」と後悔の念を述べている。
柄沢の部下であった篠塚良雄は、1984年頃から自らの関わった人体実験について語り、戦争犯罪を謝罪するようになった。